# الديمقراطية في الصين

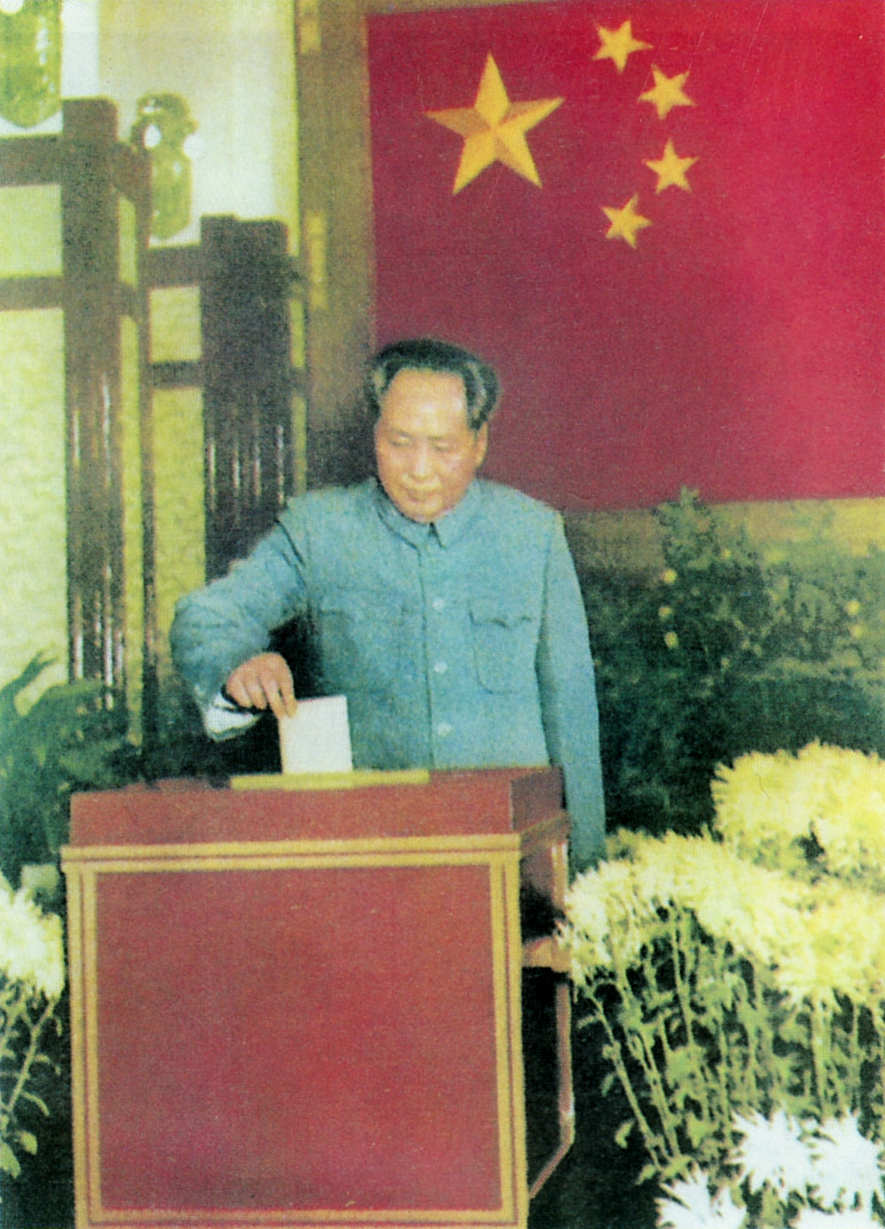
الزعيم الصيني ماو تسي تونغ يقوم بالاقتراع أثناء الانتخابات

كانت المناقشة حول تعريف الديمقراطية وتطبيقها في الصين واحدة من ساحات المعارك الأيديولوجية الرئيسية في السياسة الصينية منذ القرن التاسع عشر. ذكر القادة الصينيون المعاصرون أنهم يديرون «ديمقراطية اشتراكية» حيث يكون للحزب الشيوعي الصيني سلطة مركزية تعمل لصالح الشعب. يوافق الحزب الشيوعي على ما قد تديره الأحزاب السياسية.
في وسائل الإعلام المختلفة حول العالم، توصف الصين في كثير من الأحيان بمصطلحات مختلفة مثل الشمولية، أو السلطوية، أو السلطوية الناعمة، أو المراقِبة، أو الديكتاتورية. إن مؤشر الديمقراطية، الذي أصدرته وحدة الاستخبارات الاقتصادية، يمنح الصين 3.1 من أصل 10 ويصنف حكومتها على أنها استبدادية.
كتب تشانغ شو وانغ من جامعة فودان في شنغهاي في تقرير في عام 2007: «من الواضح أن الدعم الشعبي للديمقراطية مرتفع في الصين. تُظهر استطلاعات الرأي العام أن أكثر من 90% من المواطنين الصينيين يعتقدون أن وجود الديمقراطية أمر جيد. لكن أغلبهم غير مستعد بعد لبذل جهد كبير نحو التحول الديمقراطي لأنهم مازالوا يرون أن النمو الاقتصادي والاستقرار الاجتماعي أهم من حرية التعبير والمشاركة السياسية وغيرها من الحقوق الديمقراطية».
قال الأمين العام للحزب الشيوعي الصيني شي جين بينغ خلال زيارته لأوروبا في عام 2014 إن نظام التعددية الحزبية لم ينجح في الصين. قال ايضًا إن الصين جربت في الماضي أنظمه سياسية مختلفة، بما فيها الديمقراطية متعددة الأحزاب، محذرًا من نسخ النماذج السياسية أو نماذج التنمية الأجنبية. إذ قد تكون كارثية بسبب ظروفها التاريخية والاجتماعية الفريدة.

## سلالة تشينغ الحاكمة
يرجع الفضل في تقديم مفهوم الديمقراطية الحديثة في الصين لأول مرة إلى الكاتب الصيني المنفي ليانغ كيتشاو. في عام 1895، شارك في الاحتجاجات في بكين لزيادة المشاركة الشعبية خلال فترة الحكم المتأخرة لسلالة تشينغ، وهي السلالة الحاكمة الأخيرة في الصين، وكانت الأولى من نوعها في التاريخ الصيني الحديث. بعد هروبه إلى اليابان بسبب حملة الحكومة على المتظاهرين المعارضين لسلالة تشينغ، ترجم ليانغ كيتشاو أعمال هوبز، وروسو، ولوك، وهيوم، وبنثام، والعديد من الفلاسفة السياسيين الغربيين الآخرين، وعلق عليها. نشر مقالاته في سلسلة من المجلات التي وجدت بسهولة جمهورًا من المثقفين الصينين المتعطشين لتفسير كون الصين كانت ذات مرة إمبراطورية هائلة، أما الآن فإن القوى الأجنبية على وشك أن تقطع أوصالها. شكل ليانغ أفكار الديمقراطية التي ستُستخدم طوال القرن المقبل من خلال منظور خلفيته الكونفوشية القوية في تفسير الديمقراطية الغربية. فضّل ليانغ الإصلاح التدريجي لتحويل الصين إلى نظام ملكي دستوري ذي ديمقراطية. كان الهدف من إصلاح المئة يوم إصلاحَ الصين ليصبح نظامًا كهذا، ولكنه انعكس سريعًا في انقلاب ووشو.
كان الدكتور سون يات سين، الثوري الجمهوري، أحد المنافسين العظيمين ليانغ بين المثقفين التقدميين. شعر سون أن الديمقراطية ستكون مستحيلة مادام حكم سلالة تشينغ قائمًا. كانت الديمقراطية جزءًا من برنامجه، والمبادئ الثلاثة للشعب: مبدأ الشعب تحت أمة واحدة (القومية)، ومبدأ حقوق الإنسان (الديمقراطية)، ومبدأ معيشة الشعب ورفاهيته (الكياسة، واللباقة، والاحترام). وافق سون ليانغ على أن الديمقراطية، أو على الأقل الاقتراع العام، لا يمكن أن تحدث بين عشية وضحاها في بلد ترتفع فيه معدلات الأمية ويفتقر إلى الوعي السياسي. دعت مراحل سون الثلاثة للثورة إلى فترة من «الوصاية السياسية» حيث يمكن تعليم الناس قبل إجراء الانتخابات.
استجابت محكمة تشينغ الإمبراطورية عن طريق تنظيم الانتخابات ردًا على الإخفاقات المدنية والسخط. نظّم يوان شيكاي أول انتخابات حديثة في الصين لمجلس مقاطعة تيانجين في عام 1907. في عام 1909، عقدت 21 مقاطعة من أصل 22، باستثناء سنجان، انتخابات مجالس المحافظات والمجالس البلدية. كانت متطلباتها صارمة فالذين بإمكانهم التصويت أو الترشح للمناصب، هم فقط أولئك الذين اجتازوا الامتحانات الإمبراطورية، والذين عملوا في الحكومة أو الجيش، أو امتلكوا ما يساوي 5000 يوان من الممتلكات. تقتصر هذه المتطلبات في الأساس على الناخبين لطبقة النبلاء. صوتت مئات الآلاف وكان الفائزون بأغلبية ملكية دستورية، هم أتباع ليانغ كيتشاو. انتخبت مجالس المقاطعات نصف أعضاء الجمعية الوطنية البالغ عددهم 200 عضو، واختار الأمير تشون النصف الآخر. أصبحت كل هذه التجمعات بؤرًا للمعارضة ضد سلالة تشينغ حيث كانت محمية بحرية التعبير. في عام 1909، عقدت حكومة تشينغ الانتخابات البرلمانية.

## جمهورية الصين (1912-الآن)
عندما بدأت ثورة عام 1911، كانت المجالس الإقليمية هي من أعطى الشرعية للمتمردين بإعلان استقلالهم عن إمبراطورية تشينغ. أصدرت الجمعية الوطنية أيضًا إنذارًا نهائيًا لمحكمة تشينغ. أُرسلت وفود من مجالس المقاطعات إلى نانجينغ لإخفاء الشرعية بشكل علني عن سلطة الحكومة المؤقتة لجمهورية الصين التي تأسست في الأول من يناير عام 1912. شكلوا لاحقًا مجلس الشيوخ المؤقت. من ضمن الأعمال المحدودة التي أصدرتها الحكومة التنازل الرسمي لسلالة تشينغ وبعض المبادرات الاقتصادية.
في أواخر عام 1912، أجريت الانتخابات الوطنية مع جمهور واسع من الناخبين، وإن كان لا يزال صغيرًا نسبيًا بالنسبة إلى عدد السكان في الصين. سيطر حزب سون القومي على مجلسي الجمعية الوطنية. اغتيل سونغ جياورين، هو رئيس الوزراء القومي القادم، في شهر مارس من عام 1913 قبل الجلسة الأولى للمجلس. أوضحت تحقيقات الشرطة بتورط رئيس الوزراء الحالي تشاو بينغجون بينما كان الاعتقاد السائد أن الرئيس المؤقت يوان شيكاي كان وراء ذلك. أدى هذا إلى فشل الثورة الثانية ضد يوان، التي جعلته منتصرًا، إذ أجبر يوان الجمعية الوطنية على انتخابه رئيسًا لمدة خمس سنوات ثم طهرها من القوميين. حُلّت الجمعية دون نصاب. بعد وفاة يوان في عام 1916، استأنفت الجمعية الوطنية حتى حُلّت مرة أخرى في العام التالي بمحاولة انقلاب تشانغ شون لاستعادة سلالة تشينغ الحكم. رفض رئيس الوزراء دوان كيروي إعادة الدعوة إلى الجمعية الوطنية، واختار إجراء انتخابات لجمعية جديدة أكثر ملائمة له بدلًا من ذلك. نتيجة لذلك، انتقلت مجموعة صغيرة من الجمعية القديمة إلى غوانزو لبدء حكومة منافسة في جنوب الصين. أما في شمال الصين، انتخبت 17 مقاطعة جمعية جديدة يسيطر عليها نادي أنفو التابع لدوان في عام 1918. حُلّت هذه الجمعية الجديدة بعد هزيمة دوان في حرب تشيلي- أنهوي في عام 1920. نظم الرئيس شو شيتشانغ انتخابات للجمعية الثالثة في عام 1921، ولكن لم يكتمل النصاب القانوني بتصويت 11 مقاطعة فقط وبالتالي لم ينعقد أبدًا. كانت هذه هي المحاولة الأخيرة لإجراء انتخابات وطنية حتى عام 1947. حيث حُلّت جميع المجالس بعد الحملة الشمالية للقوميين.
نفّذ تشكيل الدولة القومية ذات الحزب الواحد في عام 1927 برنامجَ «الوصاية السياسية» المتأخر لسون، الذي منع الانتخابات حتى أصبح الناس مثقفين على النحو اللائق. بقيت جميع الأحزاب الأخرى خارج الحكومة حتى عام 1937 عندما أدت الحرب اليابانية الصينية الثانية الوشيكة إلى الجبهة المتحدة، وتشكيل المجلس السياسي الشعبي الذي شمل الأحزاب الأصغر. في عام 1940، عرض ماو تسي تونغ مبدأ الحزب الشيوعي الجديد، أي الديمقراطية الجديدة، ردًا جزئيًا على التوترات في الجبهة المتحدة. كانت الديمقراطية الجديدة مرحلة وسيطة على عكس الديمقراطية الانتخابية البرلمانية الغربية، ولكنها لم تكن شيوعية بعد. بعد الحرب، انتهت «الوصاية السياسية» للقوميين بإصدار دستور جمهورية الصين. قاطع الشيوعيون الذين سيطروا على معظم شمال الصين الجمعية الوطنية لعام 1947 والانتخابات التشريعية لعام 1948. نتيجة لذلك، فاز القوميون وشركاؤهم الشبان في الائتلاف، وهم حزب الشباب الصيني والحزب الاشتراكي الديمقراطي الصيني.